# バス・ジャパン
バス・ジャパン（BUS JAPAN）は、出版社のBJエディターズ（ビージェーエディターズ）が1992年まで発行していたバス専門雑誌。BJエディターズの代表者は加藤佳一（かとう・よしかず）、所在地は埼玉県越谷市船渡360-4。
雑誌『バス・ジャパン』終刊後、翌1993年からはハンドブック形式の書籍として、バス事業者ごとに歴史や車両リストなどをまとめた『バスジャパン・ハンドブックシリーズ』の刊行を開始し、現在に至るまで刊行を継続している。『バスジャパン・ハンドブックシリーズ』はBJエディターズが編集・発行し、星雲社が発売している。
本項では『バスジャパン・ハンドブックシリーズ』および、出版元のBJエディターズについても併せて記述する。

## 沿革
代表者の加藤佳一は、1963年（昭和38年）に東京都で生まれ、東京写真専門学校（現：専門学校東京ビジュアルアーツ）を卒業。

### 雑誌『バス・ジャパン』の時代
加藤は1986年4月に「バス・ジャパン刊行会」を設立し、季刊雑誌形式で『バス・ジャパン』を創刊する。同人誌的な形態ながら日本初のバス趣味雑誌であった『バスメディア』に続く、日本で2番目となるバス趣味専門誌であった。『バスメディア』と『バス・ジャパン』はほぼ前後して創刊されており、1980年代半ばが日本のバス趣味雑誌の黎明期であったことになる。
1990年4月、編集プロダクションとしての活動を正式に開始する際に「BJエディターズ」へ社名変更した。
『バス・ジャパン』は、1989年4月発行の12号までは季刊誌として続いたものの、発行部数が伸び悩んだこともあり、翌1990年からは年刊誌に移行したが、1992年発行の15号で終刊となった。
なお『バス・ジャパン』は雑誌形式ではあったものの、発行形態は一貫して雑誌コードで管理される雑誌ではなく、ISBNが付与された書籍扱いであった。この点は『バス・ジャパン』に続いて1990年に創刊された『バスラマ・インターナショナル』や、それ以降に創刊されたバス雑誌にも共通する。

### 『ハンドブックシリーズ』への移行
1993年7月より、ハンドブック形式の書籍として『バスジャパン・ハンドブックシリーズ』の刊行を開始。『バスジャパン・ハンドブックシリーズ 1 東京都交通局』から、1997年3月の『バスジャパン・ハンドブックシリーズ 20 ジェイアールバス東北』までを刊行した。
20号を区切りとして、1997年8月より車両写真のカラーページを追加するなど構成変更の上、書名を『バスジャパン・ニューハンドブックシリーズ』と変更。『バスジャパン・ニューハンドブックシリーズ 21　東京都交通局』から、2003年9月の『バスジャパン・ニューハンドブックシリーズ 40 遠州鉄道』までを刊行した。
40号を区切りとして、2004年1月より再度誌面をリニューアル、書名を『バスジャパン・ハンドブックシリーズ R』と変更。『バスジャパン・ハンドブックシリーズ　R51 西武バス』から、2013年4月の『バスジャパン・ハンドブックシリーズ R80 関東バス』までを刊行した。なお番号は51から付番され、41～50は欠番となっている。
80号を区切りとして、2013年8月より書名を『バスジャパン・ハンドブックシリーズ S』と再変更。『バスジャパン・ハンドブックシリーズ S71 西鉄バス（高速貸切バス編）』から、2018年12月の『バスジャパン・ハンドブックシリーズ S100 北海道中央バス』までを刊行した。
100号を区切りとして、2019年5月より書名を『バスジャパン・ハンドブックシリーズ V』と再変更。『バスジャパン・ハンドブックシリーズ V101 京阪バス』を刊行し、その後も刊行を継続中である。

## 社史編纂・他社への編集協力
先駆的なバス雑誌であった『バス・ジャパン』と、その後も長期にわたり『バスジャパン・ハンドブックシリーズ』の刊行を地道に続ける、BJエディターズのバスに対する真摯な誌面作りの姿勢は、読者のみならずバス事業者からも高い評価を得ていた。
その実績から、2006年にはバス事業者社史の編集発行を受注することとなり、川中島バス『川中島バス80年史―善光寺平を駆けぬけて』(ISBN 978-4434072703) 、山梨交通『山梨交通60年史―甲府盆地のくらしとともに』(ISBN 978-4434072710) の2冊がBJエディターズより刊行されている。
また2007年に交通関係書を主に刊行する出版社「クラッセ」 から刊行された西武バス社史『地域とともに 西武バス60年のあゆみ』 の編集協力も手がけている。
自社からの書籍刊行のほか、編集プロダクションとして、クラッセ、講談社、交通新聞社、洋泉社、人文社、PHP、JTB、マイナビ出版など、多数の出版社から刊行されたバス・鉄道・交通関連書籍の執筆および編集、編集協力も行っている。

## 特徴

### 形式写真
車両アルバムは「バスのさまざまな形態を紹介する」というコンセプトで、バス車両の写真が掲載されている。
1997年までは1台のバスにつき2枚の写真（左前方・右後方）が掲載されており、バス形式写真として前後と左右側面が見える角度で撮影し、車両の全体像が分かるようになっていた（右の画像はそれを再現したもの）。1997年の『ニューハンドブックシリーズ』からは、1台の車両につき左前方からの写真1枚のみに変更されたものの、「車両図鑑」というスタイルへのこだわりが感じられる。

### 歴史・紀行記事
歴史記事については、交通ジャーナリストの鈴木文彦により文章でまとめられており、バス事業者のあゆみも分かるようになっている。
紀行編については、2005年まで20年近くレイルウェイ・ライターの種村直樹がコーナーを担当してきた。2006年からはクラッセブックス編集長の富田康裕が取材と執筆を担当した。2013年からは、劇団「シアターキューブリック」所属の谷口礼子が取材と執筆を担当している。

### 乗合倶楽部
1989年の年刊化に伴い、季刊時代にあった読者投稿欄が廃止されるため、その受け皿として会員制の趣味団体としたものであるが、季刊時代ほどの盛り上がりはなく、結局2年ほどで解散となった。しかし、バス関連書籍の発行元が企画した趣味団体という点ではあまり例のないものであり、特筆される。

## 既刊

### バス・ジャパン
発売は星雲社。各発行月の1日に発行され、これは『ハンドブックシリーズ』にも引き継がれている。
定価は、1号から11号までは880円であったが、12号から910円に値上げされ、13号から15号までは1,500円となった。
表表紙・裏表紙は、特集したバス事業者などの車両写真。

#### 主な連載
- バス趣味入門講座
  - 日本バス友の会が担当していた初心者向けの解説記事。
- たーみなる
  - 大規模鉄道駅のバスターミナルの記事。No.1では横浜駅東口[11]、No.2では千葉駅[12]、No.4では京都駅[13]、No.6では近鉄奈良駅[14] などが取り上げられていた。
- メーカーのページ
  - 新車情報。のち「NEW MODEL」に改題された。
- Go Go タクシー
  - タクシーについての記事。加藤は創刊号の編集後記で「いずれは、全国タクシー要覧や、自動車の昭和史など（の書籍）も出してみたいと思っている」と記していた[15]。
- 私のバスの旅
- 乗合俱楽部
  - 1号から「乗合制服俱楽部」と称するバス乗務員（運転手・バスガイド）の制服コーナーがあり、各号ごとに1社を取り上げていた。発行時点の現行制服だけでなく昔の制服の写真も掲載され、ツーマン時代のバス車掌の制服も紹介されていた。写真だけでなくイラストで紹介されていた号もあった。
  - その他、以下のような記事があった。

転車台（No.1）など、バス設備に関する記事[11]。
電車とバスの博物館（No.6）など、保存施設に関する記事[14]。
「バスのおもちゃ」- バス模型・グッズなどの記事。のち「乗合ホビールーム」に改称。
「乗合写真館」- 読者が撮影して投稿したバス写真。
「乗合美術館」- 読者が描いて投稿したバスのイラスト。
- バストピ
  - その時々のバスに関するニュースやトピックス。
- シリーズ終点
  - 路線バスの終点にスポットを当てた記事。この企画は『ハンドブックシリーズ』にも引き継がれている。
- ふそうバスの戦後史（No.2から新連載）[12]
- バスボディ・ウォッチング（No.2から新連載）[12]
- 各社の乗車券予約システム（No.6から新連載）[14]
- つぎとまります（読者投稿によるレポートコーナーが独立）
- バスルーム
  - 編集後記。毎号、最終ページ（背表紙の裏面）の奥付の上に記載されていた。

#### 各号の内容
- No.1 - 特集：都バスオールガイド　表紙：都営バスグリーンシャトル　1986年（昭和61年）7月1日　ISBN 4-7952-7756-7
- No.2 - 特集：信濃川・千曲川流域のバスたち[注 1]／野辺山・蓼科のボンネットバス／バス工場へ行く　表紙：千曲バス「八ヶ岳高原ボンネットバス」いすゞ・BXD50　1986年（昭和61年）10月1日　ISBN 4-7952-7757-5
- No.3 - 特集：国鉄バスのゆくえ 分割民営化で国鉄バスはどうなる？／特別企画：TBSそこが知りたいロケ密着取材、さようなら会津バス鬼怒川線　表紙：国鉄バス（高速バス）　1987年（昭和62年）1月1日　ISBN 4-7952-7758-3
- No.4 - 特集：中央ハイウェイバス（中央高速バス・中央道高速バス）[注 2]／エアポート行きユニークバス（東京空港交通の連節バス）／大島噴火と東海汽船　表紙：富士急行（高速バス）と富士山　1987年（昭和62年）4月1日　ISBN 4-7952-7759-1
- No.5 - 特集：富士重工のバスボディー／横浜ブルーラインに乗る／車両カタログ=広島バス　表紙：富士重工業工場　1987年（昭和62年）7月1日　ISBN 4-7952-7760-5
- No.6 - 特集：はとバスフルコース／京成車体のはなし　表紙：はとバス（旧塗装）　1987年（昭和62年）10月1日　ISBN 4-7952-7761-3
- No.7 - 特集：都市新バスの現状[注 3]／デマンドバス（東急コーチ）／車両カタログ=神戸市交通局[注 4]　表紙：基幹バス（名古屋市営バス）　1988年（昭和63年）1月1日　ISBN 4-7952-7762-1
- No.8 - 特集：津軽海峡バス紀行[注 5]　1988年（昭和63年）／”深夜バス“の人気を探る　表紙：下北交通　1988年（昭和63年）4月1日　ISBN 4-7952-7763-X
- No.9 - 特集：瀬戸大橋開通記念記事 本四架橋と路線バス／JRバス新たなる出発（全車両型式・配置掲載）　表紙：瀬戸大橋高速バス　1988年（昭和63年）7月1日　ISBN 4-7952-7764-8
- No.10 - 特集：瀬戸大橋開通記念記事 島のバス 瀬戸内海編　表紙：瀬戸内運輸（いすゞ・キュービック）　1988年（昭和63年）10月1日　ISBN 4-7952-7765-6
- No.11 - 特集：常磐高速バス[注 6]／関鉄バス車両カタログ　表紙：関東鉄道（高速バス）　1989年（昭和64年）1月1日　ISBN 4-7952-7766-4
- No.12 - 特集：ダブルデッカー'89／さようなら倉敷市営バス　表紙：日の丸自動車興業「ゴールドラッシュ」ネオプラン・スカイライナー　1989年（平成元年）4月1日　ISBN 4-7952-7767-2
- No.13 - 特集：昭和の名車たち[注 7]／奈良交通のあゆみ／伊東観光フリーパスの旅　表紙：昭和自動車（いすゞBU+川重車体「オバQ」）　1990年（平成2年）6月1日　ISBN 4-7952-7768-0
- No.14　特集：長距離ローカルバスの旅／ヤサカ観光グループのあゆみ／1990年のバス業界／淡路島フリークーポン券の旅　表紙：東海自動車「スーパーロマンス号」　1991年（平成3年）6月1日　ISBN 4-7952-7769-9
- No.15　特集：全国定期観光バスめぐり／常磐交通自動車のあゆみ／1991年のバス業界／あいづ1日フリー乗車券の旅　表紙：三重交通（旧塗装）　1992年（平成4年）7月1日　ISBN 4-7952-7770-2

### ハンドブックシリーズ
出典：BJエディターズ公式サイト「BJハンドブック一覧」
大きさはB6判で、60～70ページ前後と「ハンドブック」の名に相応しくコンパクトなサイズにまとめられている。各巻のデザインは、取り上げたバス事業者の車体カラーリングを模している。また『ニューハンドブックシリーズ』からは、タイトル部分がバスの方向幕を模したデザインとなり、番号が系統番号、事業者名が行先表示を模している。バスの本らしい遊び心のある装丁である。
鉄道事業者からのバス分社化や社名変更などにより、同じバス事業者でも巻によって名称が異なる場合がある。また正式な社名で表記されていない巻もある。
バス事業者名に続けて（他○社）とあるのは、地域子会社やグループ会社など、タイトルにないバス事業者が併載されていることを示す（書名には表記なし）。京成グループや朝日自動車グループのようにグループ内のバス事業者が多い場合は、多数の事業者が1冊にまとめて掲載されている。『ハンドブックシリーズ R』以降は、タイトル以外の併載事業者名を背表紙にすべて列挙するようになった。
1990年代以降の書籍なので、全号にISBNが付与されている。シリーズの途中でISBN-10からISBN-13へ変更されているが、発行時点の表記（実際に本に印字されているもの）に従った。

#### ハンドブックシリーズ（初代）
定価874円（税抜）。1～20まで刊行。
初代ハンドブックシリーズでは、欠番となっている番号が存在する（理由は不明）。また番号と発行年月日が一致せず、番号順に発行されていない。
- 1　東京都交通局　1993年8月1日　ISBN 4-7952-7771-0
- 2　千曲バス（他3社[注 8]）　1994年4月1日　ISBN 4-7952-7774-5
- 3　西日本ジェイアールバス　1995年6月1日　ISBN 4-7952-7779-6
- 4　〈欠番〉
- 5　JRバス中国　1996年2月1日　ISBN 4-7952-7782-6
- 6　〈欠番〉
- 7　〈欠番〉
- 8　北海道旅客鉄道　1996年2月1日　ISBN 4-7952-7787-7
- 9　四国旅客鉄道・九州旅客鉄道　1996年6月1日　ISBN 4-7952-7784-2
- 10　瀬戸内運輸（他2社[注 9]）　1996年10月1日　ISBN 4-7952-7785-0
- 11　〈欠番〉
- 12　〈欠番〉
- 13　奈良交通（他1社[注 10]）　1995年10月1日　ISBN 4-7952-7780-X
- 14　ジェイアール東海バス　1995年6月1日　ISBN 4-7952-7778-8
- 15　常磐交通自動車[注 11]（他4社）　1995年2月1日　ISBN 4-7952-7777-X
- 16　東海自動車　1993年8月1日　ISBN 4-7952-7772-9
- 17　京阪バス・京阪宇治交通[注 12]・京阪国際観光自動車　1993年12月1日　ISBN 4-7952-7773-7
- 18　ジェイアールバス関東　1994年6月1日　ISBN 4-7952-7775-3
- 19　岩手県交通・岩手観光バス（早池峰バス）　1994年9月1日　ISBN 4-7952-7776-1
- 20　ジェイアールバス東北　1997年3月1日　ISBN 4-7952-7788-5

#### ニューハンドブックシリーズ
定価1,000円（税抜）。21～40まで刊行。
カラーページ増加などの誌面リニューアルに伴い定価が値上げされた。またタイトルが幕式の方向幕を模したデザインとなった。文字色は白地に黒文字。
- 21　東京都交通局　1997年8月1日　ISBN 4-7952-7789-3
- 22　松本電気鉄道・諏訪バス・川中島バス（他6社[注 13]）[注 14]　1997年12月1日　ISBN 4-7952-7790-7
- 23　神奈川中央交通（他2社[注 15]）　1997年12月1日　ISBN 4-7952-7791-5
- 24　京浜急行電鉄　1998年4月1日　ISBN 4-7952-7786-9
- 25　関東鉄道（他3社）　1998年8月1日　ISBN 4-7952-7792-3
- 26　北陸鉄道（他6社[注 16]）　1998年12月1日　ISBN 4-7952-7793-1
- 27　京王電鉄・京王バス・西東京バス　1999年4月1日　ISBN 4-7952-7783-4
- 28　横浜市交通局　1999年8月1日　ISBN 4-7952-7781-8
- 29　宮城交通（他8社[注 17]）　1999年12月1日　ISBN 4-7952-7794-X
- 30　東急バス（他1社[注 18]）　2000年4月1日　ISBN 4-7952-7795-8
- 31　小田急バス・立川バス　2000年8月1日　ISBN 4-7952-7796-6
- 32　新潟交通（他4社[注 19]）　2000年12月1日　ISBN 4-7952-7797-4
- 33　国際興業・山梨交通（他3社[注 20]）　2001年4月1日　ISBN 4-7952-7798-2
- 34　越後交通（他3社[注 21]）　2001年8月1日　ISBN 4-7952-7799-0
- 35　三重交通（他5社）　2001年12月1日　ISBN 4-7952-7800-8
- 36　京成電鉄（他7社[注 22]）　2002年4月1日　ISBN 4-434-01901-5
- 37　ジェイアールバス関東　2002年8月1日　ISBN 4-434-01902-3
- 38　奈良交通（他1社[注 10]）　2002年12月1日　ISBN 4-434-01903-1
- 39　しずてつジャストライン（他4社[注 23]）　2003年5月1日　ISBN 4-434-01904-X
- 40　遠州鉄道（他2社）　2003年9月1日　ISBN  4-434-01905-8

#### ハンドブックシリーズ R
定価1,000円（税抜）。R51～R80まで刊行。
タイトルのデザインが、幕式からLED式の方向幕を模したものに変更され、黒地にオレンジ色の文字となった。
前述のとおり、番号が51から付番され、41～50は欠番となっている。また「R」以降は、タイトル以外の併載事業者名を背表紙に列挙している。
- R51　西武バス（他4社[注 24]）　2004年1月1日　ISBN 4-434-04071-5
- R52　東武バス（他4社[注 25]）　2004年4月1日　ISBN 4-434-04072-3
- R53　名古屋市交通局　2004年9月1日　ISBN 4-434-04073-1
- R54　朝日自動車（他9社[注 26]）　2005年1月1日　ISBN 4-434-05322-1
- R55　京浜急行バス	2005年5月1日　ISBN 4-434-05323-X
- R56　東京都交通局　2005年9月1日　ISBN 4-434-05324-8
- R57　神奈川中央交通（他6社[注 27]）　2006年2月1日　ISBN 4-434-07272-2
- R58　東海自動車・箱根登山バス　2006年5月1日　ISBN 4-434-07273-0
- R59　横浜市交通局　2006年9月1日　ISBN 4-434-07274-9
- R60　川崎市交通局　2007年1月1日　ISBN 978-4-434-10232-5
- R61　関東鉄道　2007年6月1日　ISBN 978-4-434-10233-2
- R62　京王電鉄バス・西東京バス　2007年9月1日　ISBN 978-4-434-10234-9
- R63　京都市交通局　2008年2月1日　ISBN 978-4-434-11563-9
- R64　京成バス（他8社[注 28]）　2008年5月1日　ISBN 978-4-434-11801-2
- R65　小田急バス・立川バス　2008年9月1日　ISBN 978-4-434-11565-3
- R66　大阪市交通局[注 29]　2009年2月1日　ISBN 978-4-434-11802-9
- R67　関東自動車　2009年6月1日　ISBN 978-4-434-13294-0
- R68　阪急バス　2009年9月1日　ISBN 978-4-434-13295-7
- R69　東急バス（他1社[注 18]）　2010年2月1日　ISBN 978-4-434-11564-6
- R70　国際興業・山梨交通（他5社[注 30]　2010年6月1日　ISBN 978-4-434-14587-2
- R71　京阪バス（他3社[注 31]）　2010年9月1日　ISBN 978-4-434-14588-9
- R72　富士急行　2011年2月1日　ISBN 978-4-434-15319-8
- R73　神戸市交通局　2011年4月1日　ISBN 978-4-434-15320-4
- R74　アルピコ交通　2011年8月1日　ISBN 978-4-434-15321-1
- R75　ジェイアールバス関東　2011年11月1日　ISBN 978-4-434-15322-8
- R76　神姫バス　2012年2月1日　ISBN 978-4-434-16402-6
- R77　茨城交通　2012年6月1日　ISBN 978-4-434-16403-3
- R78　ジェイ・アール北海道バス　2012年　ISBN 978-4-434-16986-1
- R79　函館バス　2012年8月1日　ISBN 978-4-434-16986-1
- R80　関東バス　2013年4月1日　ISBN 978-4-434-17818-4

#### ハンドブックシリーズ S
定価1,100円（税込）。S81～S100まで刊行。
定価表記が消費税込となる。タイトルのデザインは「R」と同様にLED式方向幕を模したものだが、番号（系統番号を模した部分）の色が反転し、オレンジ地に黒文字となった。
- S81　西鉄バス（高速貸切バス編）[注 32]　2013年8月1日　ISBN 978-4-434-17819-1
- S82　西鉄バス（一般路線バス編）　2013年9月1日　ISBN 978-4-434-17820-7
- S83　西武バス（他3社[注 33]）　2014年2月1日　ISBN 978-4-434-18845-9
- S84　京浜急行バス（他4社[注 34]）　2014年6月1日　ISBN 978-4-434-18846-6
- S85　九州産交バス（他2社[注 35]）　2014年9月1日　ISBN 978-4-434-18847-3
- S86　京王バス・西東京バス　2014年12月1日　ISBN 978-4-434-19866-3
- S87　都営バス[注 36]　2015年3月1日　ISBN 978-4-434-20264-3
- S88　京都バス・京福バス（他3社[注 37]）　2015年6月1日　ISBN 978-4-434-20265-0
- S89　東武バス・東野バス[注 38]（他6社[注 39]）　2015年9月1日　ISBN 978-4-434-20266-7
- S90　越後交通（他2社[注 40]）　2015年12月1日　ISBN 978-4-434-20267-4
- S91　朝日バス[注 41]（他8社[注 42]）　2016年5月1日　ISBN 978-4-434-21882-8
- S92　奈良交通（他1社[注 10]）　2016年6月1日　ISBN 978-4-434-21883-5
- S93　福島交通　2016年9月1日　ISBN 978-4-434-21884-2
- S94　箱根登山バス・東海バス（他6社[注 43]）[注 44]　2016年12月1日　ISBN 978-4-434-21885-9
- S95　広電バス（他1社[注 45]）　2017年4月1日　ISBN 978-4-434-23058-5
- S96　関鉄バス（他3社[注 46]）[注 47]　2017年8月1日　ISBN 978-4-434-23059-2
- S97　名鉄バス（他2社[注 48]）　2017年12月1日　ISBN 978-4-434-23060-8
- S98　小田急バス・立川バス（他2社[注 49]）　2018年5月1日　ISBN 978-4-434-24614-2
- S99　小湊バス・九十九里バス[注 50]　2018年9月1日　ISBN 978-4-434-24615-9
- S100　北海道中央バス（他3社[注 51]）　2018年12月20日　ISBN 978-4-434-24616-6

#### ハンドブックシリーズ V
定価1,100円（税込）。V101～刊行中。
『ハンドブックシリーズ』は創刊以来1日に発行されていたが、「S100」から「V106」までは20日発行となった。「V107」以降は1日発行に戻っている。
タイトルのデザインがフルカラーLED方向幕を模したものに変更され、事業者名は黒字に白文字となり、番号（系統番号を模した部分）に水色・緑色・ピンクの色が付くようになった。3色を水色→緑→ピンクの順に使い回している。
- V101　京阪バス（他2社[注 52]）　2019年5月20日　ISBN 978-4-434-25963-0
- V102　京成バス（他6社[注 53]）　2019年9月20日　ISBN 978-4-434-26357-6
- V103　新潟交通（他2社[注 54]）　2020年1月20日　ISBN 978-4-434-26903-5
- V104　阪急バス（他2社[注 55]）　2020年9月20日　ISBN 978-4-434-27806-8
- V105　岩手県交通　2021年1月20日　ISBN 978-4-434-28432-8
- V106　西日本JRバス・中国JRバス（他2社[注 56]）　2021年5月20日　ISBN 978-4-434-28814-2
- V107　北陸鉄道（他5社[注 57]）　2021年10月1日　ISBN 978-4-434-29498-3
- V108　那覇バス・琉球バス交通[注 58]　2022年2月1日　ISBN 978-4-434-29882-0
- V109　東急バス（他1社[注 18]）[注 59]　2022年6月1日　ISBN 978-4-434-30298-5
- V110　神奈川中央交通（他3社[注 60]）　2022年10月1日　ISBN 978-4-434-30962-5